# Hoeilaart
Hoeilaart (fr. Hoeilaert, Hoeillart; hist. Hoeylaert) – miejscowość i gmina (gemeente) w Belgii, w Regionie Flamandzkim, w prowincji Brabancja Flamandzka, w okręgu Halle-Vilvoorde. 1 stycznia 2024 roku liczyła 11 636 mieszkańców.

## Demografia
- Źródła: NIS, od 1806 do 1981= według spisu; od 1990 liczba ludności w dniu 1 stycznia

1 stycznia 2024 całkowita populacja Hoeilaart liczyła 11 636 osób. Łączna powierzchnia gminy wynosi 20,53  km², co daje gęstość zaludnienia 567 mieszkańców na km².

## Podział administracyjny
W skład gminy nie wchodzi żadna dzielnica (deelgemeente).

## Współpraca
Miejscowość partnerska:
- Valtournenche, Włochy